# أليكساندر أونيل
أليكساندر أونيل (بالبرتغالية: Alexandre O'Neill) (و. 1924 – 1986 م) هو كاتب سيناريو، وشاعر، ومؤلف، وكاتب برتغالي، ولد في لشبونة، توفي في لشبونة، عن عمر يناهز 62 عاماً.

## وصلات خارجية
- أليكساندر أونيل على موقع IMDb (الإنجليزية)
- أليكساندر أونيل على موقع ميوزك برينز (الإنجليزية)
- أليكساندر أونيل على موقع ديسكوغز (الإنجليزية)
- أليكساندر أونيل على موقع قاعدة بيانات الفيلم (الإنجليزية)

- أليكساندر أونيل في قاعدة بيانات الأفلام على الإنترنت